# Carl Hans Lody
Hans Carl Lody, alias Charles A. Inglis (20 de janeiro de 1877 – 6 de novembro de 1914; nome ocasionalmente dado como Karl Hans Lody), foi um oficial da reserva da Imperial Marinha alemã, que viam no Reino Unido nos primeiros meses da Primeira Guerra Mundial.
Ele cresceu em Nordhausen , no centro da Alemanha, e ficou órfão ainda muito jovem. Depois de embarcar numa carreira náutica aos 16 anos, serviu brevemente na Marinha Imperial Alemã no início do século XX. Sua doença o forçou a abandonar a carreira naval, mas ele permaneceu na reserva naval. Ele se juntou à Hamburg America Line para trabalhar como guia turístico. Enquanto escoltava numa festa de turistas, ele conheceu e casou-se com uma mulher alemã-americana, mas o casamento acabou depois de alguns meses. Sua esposa divorciou-se e ele voltou para Berlim.
Em maio de 1914, dois meses antes do início da guerra, Lody foi abordado por oficiais da inteligência naval alemã. Ele concordou com sua proposta de empregá-lo como um espião em tempo de paz no sul da França, mas o início da Primeira Guerra Mundial em 28 de julho de 1914 resultou em uma mudança de planos. No final de agosto, ele foi enviado para o Reino Unido com ordens para espionar a Royal Navy. Ele apresentou-se como um americano - ele poderia falar Inglês fluentemente, com um sotaque americano - usando um genuíno passaporte americano roubado de um cidadão americano na Alemanha. Ao longo de um mês, Lody viajou ao redor de Edimburgo e do Firth of Forth observando movimentos navais e defesas costeiras. No final de setembro de 1914, ele estava ficando cada vez mais preocupado por sua segurança como um pânico de espionagem crescente na Grã-Bretanha levou a estrangeiros sob suspeita. Ele viajou para a Irlanda, onde pretendia manter um perfil baixo até que pudesse fugir do Reino Unido.
Lody não tinha recebido nenhum treinamento em espionagem antes de embarcar em sua missão e dentro de poucos dias de chegar, ele foi detectado pelas autoridades britânicas. Suas comunicações não codificadas foram detectadas pelos censores britânicos quando ele enviou seus primeiros relatórios para um endereço em Estocolmo que os britânicos sabiam era uma caixa postal para os agentes alemães. A agência britânica de contra-espionagem MI5, então conhecida como MO5 (g), permitiu-lhe continuar suas atividades na esperança de encontrar mais informações sobre a rede de espionagem alemã. Suas duas primeiras mensagens foram permitidas alcançar os alemães mas as mensagens mais atrasadas foram paradas, porque contivessem a informação militar sensível. No início de outubro de 1914, a preocupação com a natureza cada vez mais sensível de suas mensagens levou MO5 (g) a ordenar a prisão de Lody. Ele tinha deixado um rastro de pistas que permitiram à polícia rastreá-lo para um hotel em Killarney, na Irlanda, em menos de um dia.
Lody foi colocado em julgamento público - o único realizado por um espião alemão capturado no Reino Unido em qualquer Guerra Mundial - antes de um tribunal militar em Londres, no final de outubro. Ele não tentou negar que era um espião alemão. Seu comportamento no tribunal foi amplamente elogiado como franco e corajoso pela imprensa britânica e até mesmo pela polícia e por oficiais da MO5 (g) que o tinham rastreado. Ele foi condenado e sentenciado à morte após uma audiência de três dias. Quatro dias depois, em 6 de novembro de 1914, Lody foi executado ao amanhecer por um pelotão de fuzilamento na Torre de Londres, na primeira execução em 167 anos. Seu corpo foi enterrado em um túmulo não marcado no leste de Londres. Quando o Partido Nazista chegou ao poder na Alemanha em 1933, declarou-o um herói nacional. Lody tornou-se um objeto dos memorials, homónimo para um navio de destroyer eulogies e comemorações na Alemanha antes e durante a segunda guerra de mundo.

## Início de vida e carreira
Carl Hans Lody nasceu em Berlim, em 20 de janeiro de 1877. Seu pai era um advogado a serviço do governo que serviu como prefeito de Oderberg , em 1881. A família Lody posteriormente mudou-se para Nordhausen, onde eles viviam em 8 Sedanstrasse (hoje Rudolf-Breitscheid-Strasse). O pai de Lody serviu como vice-prefeito lá em 1882, mas morreu em junho de 1883, depois de uma breve enfermidade, e sua mãe morreu em 1885. Ele foi adotado por um tempo por um casal de Leipzig antes de entrar no orfanato da Francke Fundações nas proximidades de Halle.
Lody começou um estágio em uma mercearia em Halle, em 1891, antes de se mudar para Hamburgo, dois anos depois de entrar para a tripulação do veleiro Sirius como um grumete. Ele estudou na academia marítima em Geestemünde, qualificando-o como um timoneiro, e logo em seguida, servido com o Imperial Marinha alemã de um ano entre 1900 e 1901. Posteriormente, a adesão à Primeira Reserva Naval, alistou-se como um oficial de marinha mercante alemã. Em 1904, ele voltou para Geestemünde, onde obteve com êxito uma licença de capitão. Ele ficou gravemente doente com o que ele disse mais tarde que era um abcesso estômago ", causada por um ataque de febre tifoide muito mal curada da febre a partir do qual eu sofri na Itália por causa da água de má qualidade em Génova." Uma operação foi necessária, o que enfraqueceu seu braço esquerdo e sua visão. Como disse Lody: "Conseqüentemente, minha carreira como marinheiro foi fechada assim que eu descobri isso, e meu médico me disse que eu não poderia ir mais longe."

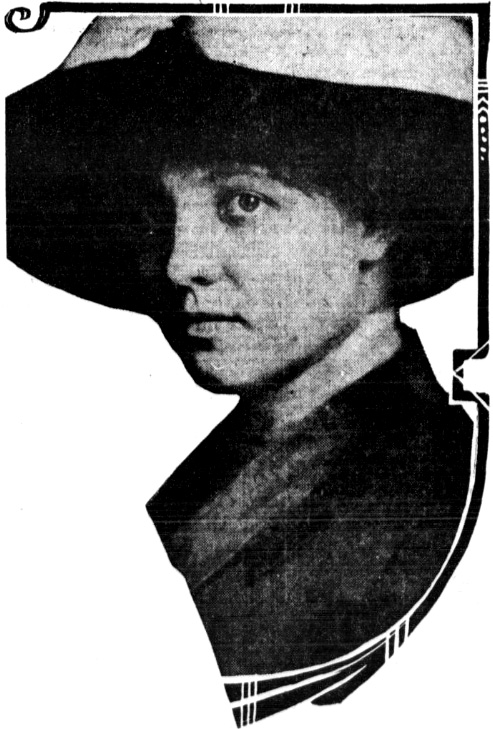
Louise Storz, Lody, esposa entre outubro de 1912 a Março de 1914

Lody encontrado emprego alternativo com o America Line Hamburgo, que tinha inaugurado um serviço de visita guiada para os viajantes ricos que viajavam da Europa à América. Lody tornou-se um guia de turismo responsável por cuidar desses clientes, e, nesta qualidade, visitou países da europa, incluindo a grã-Bretanha. Durante uma dessas turnês, ele conheceu uma mulher alemã chamada Louise Storz, filha adotiva de 23 anos de uma cervejaria rica, Gottlieb Storz, de Omaha, Nebraska. Louise passeio inclui vários países Europeus, incluindo a Alemanha; por sua conclusão, ela e Lody foram contratados. Depois de visitar Lody da família em Berlim, o casal viajou para os Estados Unidos. Casaram-se em 29 de outubro de 1912, em que o Omaha Diário Abelha descrito como "uma 'sociedade' casamento":
The home was beautifully decorated with chrysanthemums, palms and ferns. The ceremony and the details that preceded it were elaborate. About seventy-five guests attended. After an extended western honeymoon tour Mr. and Mrs. Lody established a residence at the Clarinda.
Apesar do elevado perfil do casamento, o casal viveu junto por apenas dois meses. Lody procurou obter uma posição no Storz Empresa de fabricação de Cerveja , mas ele não tinha experiência na fabricação de cerveja. Como o local Omaha Diário Abelha jornal, "Aqui ele estava nos Estados Unidos com uma esposa para o suporte e não a posição à vista." Ele encontrou um emprego trabalhando como um funcionário para a Union Pacific Railroad por menos de us $100 por mês. Dois meses depois eles estavam casados, Louise trouxe terno para o divórcio, alegando que Lody tinha "beat[pt] ela, causando graves ferimentos de seu corpo." Lody esquerda para Berlim, pouco depois; mais de seis meses depois, inesperadamente voltou com um advogado alemão para o concurso de terno no Condado de Douglas tribunais. O processo foi retirado sem explicação, alguns dias mais tarde; Lody retornou a Berlim. Os dois lados aparentemente chegou a um acordo amigável; em fevereiro de 1914, o divórcio terno foi reintegrado e Lody acordado não para contestá-lo. O divórcio foi concedido o mês seguinte.
O historiador militar, Thomas Boghardt sugere que a família Storz não aprovava o jogo, e pode ter pressionado o casal a se separar. Lody disse mais tarde que seu ex-sogro deu-lhe $10.000, possivelmente como compensação. O casamento fracassado teve um efeito duradouro sobre Lody. Ele escreveu em 1914: "de Meus sentimentos, um motim quando posso permitir-me a rever os dramáticos acontecimentos dos últimos três anos e o que é para ser o provável clímax de tudo."

## Início da carreira na espionagem
Em seu retorno à Alemanha, Lody estabeleceu-se em Berlim, a viver no que ele descreveu como "bem fazer circunstâncias". Ele ficou no Adlon, a cidade mais elegante hotel de luxo, enquanto sua irmã Hanna viveu com seu marido (que era médico no próspero bairro de Westend em Charlottenburg. Como cresceram as tensões em toda a Europa no primeiro semestre de 1914, alemão de inteligência naval – o Nachrichten-Abteilung, ou "N" – conjunto para recrutar agentes potenciais. Lody já tinha ligações com o serviço. Durante seu tempo com o Imperial Marinha alemã, Lody tinha servido sob Arthur Tapken, que mais tarde tornou-N primeiro diretor. O império alemão, a Almirantado Pessoal, ou Admiralstab, listados Lody como um possível recrutamento de destino antes da eclosão da guerra. As autoridades navais considerado Hamburgo America Line (HAL) empregados, tais como Lody como ideal recrutas por causa de sua perícia na naval questões e presença em portos de todo o mundo. O HAL haviam colaborado com o Admiralstab desde a década de 1890. A relação tornou-se tão estreita que, em julho de 1914, pouco antes da eclosão da guerra, a HAL diretor Albert Ballin disse o Admiralstab que ele iria "colocar-me e a organização subordinada-me a vossa Excelência a disposição da melhor forma possível."
Em 8 de Maio de 1914, Fritz Prieger, o diretor de N, entrou em contato com Lody para perguntar se ele estava disposto a servir como uma naval do agente. Lody respondeu que ele foi "honrado" por Prieger confiança e iria servir de Prieger disposição. Dentro de três semanas Lody tinha assinado um acordo formal para operar como um "tensão viajante", no sul da França – um agente que iria relatar de volta para Berlim, em tempos de maior tensões internacionais. O assassinato do Arquiduque Franz Ferdinand da Áustria em 28 de junho e a subsequente de julho de Crise precipitou o início da primeira Guerra Mundial I, em 28 de julho.
Com o Reino Unido declarar a guerra em apoio da França e da Bélgica, Prieger enviado Lody para a grã-Bretanha como um agente de guerra. Lody foi condenada a base de si mesmo em Edimburgo–Leith área e monitor naval Britânica movimentos. Ele foi para viagens ao longo da costa Escocesa e relatório sobre a navios de guerra estacionados; "Se, ou quando, Mr. Lody vem a saber que uma batalha naval, ele irá perguntar como muito e discretamente quanto possível no que se refere perdas, danos, etc." Suas ordens reflete o Admiralstab a crença de que a guerra iria ser decidido por um único grande batalha naval.
Para comunicar-se com seus manipuladores, Lody, foi instruído a escrever a determinados endereços em Christiania (agora Oslo), Estocolmo, Nova Iorque e Roma. Ele adquiriu uma Americana passaporte de emergência, em nome de Carlos A. Inglis, um verdadeiro documento obtido a partir de a Embaixada dos EUA em Berlim. Quando a Alemanha declarou guerra à Rússia no dia 1 de agosto, recém-restrições impostas impedido estrangeiros de deixar a Alemanha sem documentos de viagem. Embaixadas e consulados em todo o país experimentou um fluxo de visitantes estrangeiros, procurou passaportes de emergência; estes tinham que ser enviados para o alemão Ministério dos negócios Estrangeiros para autorização de saída para o neutro, a Dinamarca ou a Holanda. Um tal candidato foi o verdadeiro Charles A. Inglis, cujo passaporte foi perdido – perdido, alegou-se, embora, na verdade, o Ministério dos negócios Estrangeiros haviam se apropriado para Lody. Como o passaporte carecia de recursos de segurança, tais como a fotografia do titular ou impressões digitais, de ser apenas uma única folha de documento, foi bem adaptado para uso por um espião. Lody disse mais tarde que ele tinha recebido no post de seus superiores no N. Ele também foi dada £250 Britânica de notas, de 1.000 krone dinamarquês e 1.000 krone norueguês para financiar a sua missão para o reino UNIDO, onde ele iria viajar através da Dinamarca e Noruega.
Gustav Steinhauer, o chefe de N Britânica seção, escreveu mais tarde que ele havia conhecido Lody, pouco antes da última partida, e falado com ele em algumas ocasiões. Steinhauer tinha sido ativo na grã-Bretanha pouco antes da eclosão da guerra, e estava ansioso para dar Lody conselhos sobre as dificuldades que teria de enfrentar:
When you are in England, Lody, you are not in Germany or France with a neutral frontier close at hand to assist your escape. You will have to get through a port, and it will not be easy ... It will mean death if you are in the slightest degree careless. You must remember that all foreigners will be watched everywhere. Your correspondence will be opened and your luggage will be ransacked. They will go over your passport with a microscope to see that it is not forged and they will make you notify every change of address that you have.
Para Steinhauer aparente surpresa, Lody parecia indiferente sobre o perigo que ele estava prestes a ir para. "Bem, depois de tudo, um bem pode morrer, para que, como qualquer outra," Lody, disse, de acordo com Steinhauer; "eu deve ser a prestação a Pátria de um serviço e não outro alemão pode fazer mais do que isso." Em uma reunião final na Anhalter Bahnhof em Berlim, Steinhauer repetidas suas advertências, mas Lody "só riu de mim e disse-me que meus temores eram infundados." Steinhauer considerado Lody capacidade para levar a cabo a sua missão como "praticamente nula", e advertiu o Chefe de Inteligência Naval para não mandá-lo para o reino UNIDO, mas o aviso foi ignorado. Ele lembrou que "como ele tinha especialmente se prontificou para a tarefa – e, tenho de admitir que havia muito poucas pessoas, em Berlim, apenas, em seguida, ansioso para acompanhá-lo – eles permitiram que ele vá."
Como Steinhauer anotou em sua autobiografia, o reino UNIDO foi um ambiente perigoso para um agente estrangeiro. Apenas cinco anos antes, o país não tinha um dedicado de contra-espionagem organização. Em 1909, uma série de espião assusta espalharam pela imprensa levou à criação do Serviço Secreto da Secretaria, em conjunto liderado pelo Capitão Vernon Kell e o Tenente-Comandante Mansfield Cumming. Eles logo se dividiu suas responsabilidades; Kell, assumiu o comando do contra-espionagem, enquanto Cumming focada em inteligência estrangeira. Estas duas divisões do Segredo, Bureau de Serviços, eventualmente, tornaram-se duas independente de agências de inteligência, MI5 e MI6. A Secretaria de identificar rapidamente uma lista de possíveis agentes alemães no reino UNIDO. Pouco antes da eclosão da guerra, em 4 de agosto de 1914, Chefe do Condestável toda a grã-Bretanha e Irlanda foram instruídos para prender os suspeitos em suas áreas. Isso foi feito rapidamente e de um número de agentes alemães foram pegos, minando o alemão operações de inteligência no reino UNIDO, em um momento crucial da guerra. Steinhauer mesmo tinha tido a sorte de escapar de ser preso, ele era conhecido pelo nome para as autoridades Britânicas, e ele tinha sido a espionagem na Marinha Real, na Escócia, bem recentemente, em final de junho de 1914.

## Escócia

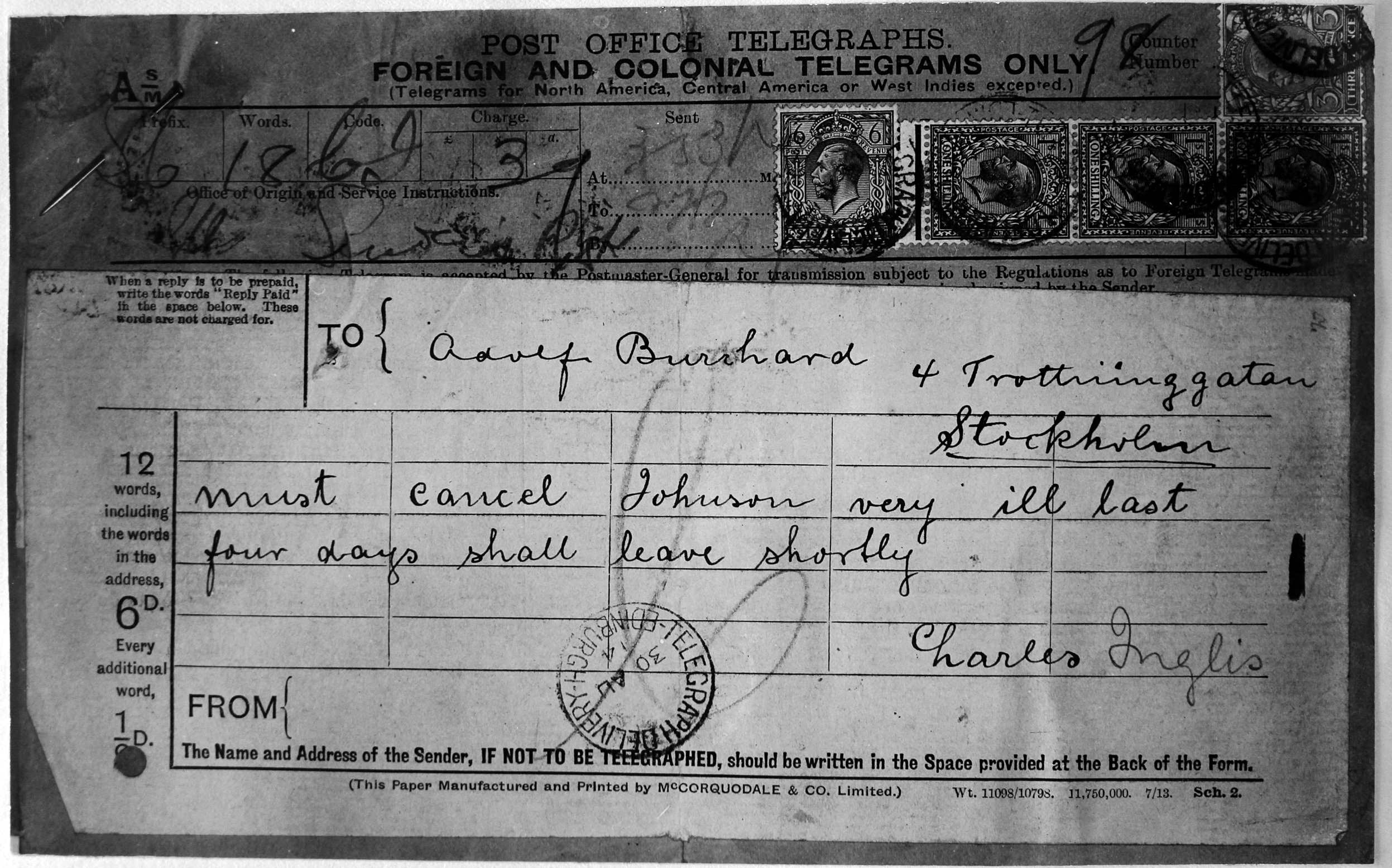
Lody do telegraph "Adolf Burchard" na Suécia, que revelou sua suposta identidade para as autoridades Britânicas

Lody embarcou em sua missão "assim de repente, que ele nem mesmo tem tempo para aprender um código que poderia ter lhe ajudaram a chegar a sua mensagem através de", de acordo com Steinhauer Posando como um turista Americano, Lody deixou Berlim, em 14 de agosto, que viajam através da Dinamarca para o norueguês porto de Bergen. Lá, ele embarcou em um navio que o levou para o Newcastle, chegando na noite de 27 de agosto. Ele tomou um trem para o Norte de British Hotel (agora o Balmoral Hotel) adjacente à estação ferroviária Edinburgh Waverley. No dia 30 de agosto, enviou um telegrama de Edimburgo main post office para uma Adolf Burchard em 4 Drottninggatan, Estocolmo – uma tampa de endereço para um alemão agente na Suécia. A mensagem dizia: "Deve cancelar Johnson muito doente últimos quatro dias deve sair em breve" e foi assinado o "Charles". Como era um estrangeiro telegrama, ele teve de assinar com a sua total (alias) de nome.
O Serviço Secreto dos serviços de contra-espionagem seção teve por agora se tornou parte do Escritório de Guerra's Direcção de Operações Militares, e era conhecido como MO5(g). Com a eclosão da guerra que instituiu a censura generalizada de cartas e telegramas enviados para o exterior. a Partir de 4 de agosto de todos os correios do reino UNIDO, a Noruega e a Suécia havia sido levada para Londres por exame para identificar qualquer ser enviados para suspeitar de endereços. Fatalmente para Lody, MO5(g) já estava ciente de que o endereço de Estocolmo foi o de um alemão agente, e foi assistindo para correspondência usando o "Johnson" fórmula empregada no Lody do telegrama. "Burchard" foi mais tarde identificado como um alemão agente pelo nome de K. Leipziger. Após Lody enviou seu telegrama para "Burchard", expondo sua "Charles Inglis" alias na forma de telegrama, MO5(g)'s Carta de Interceptação Unidade realizou um rastreamento de exercício para encontrar outras mensagens enviadas para o mesmo lugar. Uma das MO5(g)'s censores mais tarde descreveu a cena em Salisbury House, em Londres, onde a Letra a Interceptação Unidade foi baseado:
Several names were written on a large blackboard which hung on the wall, plainly visible, and we had to keep a sharp look-out for any mention of these in letters we read. The names were those of persons suspected of sending information to Germany via neutral countries. In addition, a short sentence was scribbled up on this board: 'Johnson is ill'. The Admiralty knew that somewhere in Britain a German officer was travelling about who intended to use this formula to convey the news of certain movements of the British fleet.
O "Johnson" telegrama chegou ao seu destino e só foi identificado a posteriori pelas autoridades Britânicas. Ele disse ter indicado a presença de quatro navios de guerra Britânicos, embora a censura tomou o seu significado para o ser que "ele estava sendo assistido e em perigo e teria que deixar de Edimburgo, e o que fez mais tarde."
Tendo expôs a sua suposta identidade, Lody subsequente comunicações veio sob o escrutínio minucioso MO5(g). Ele deixou o seu hotel de Edimburgo no dia 1 de setembro, e mudou-se para um internato-casa em Drumsheugh Jardins, onde ele deu seu nome como Charles A. Inglis da Cidade de Nova York e pago semanalmente pensionista. Três dias depois, ele enviou uma carta em inglês para o mesmo endereço de Estocolmo, colocando um envelope com uma carta, em alemão, e endereçada para Berlim. Este foi interceptado pelas autoridades Britânicas, aberto, fotografado, selado novamente e enviada para a Suécia. pós-guerra, relatório pelo MI5, o sucessor de organização para MO5(g), explica que foi tratado dessa maneira ", na esperança de aprender mais."

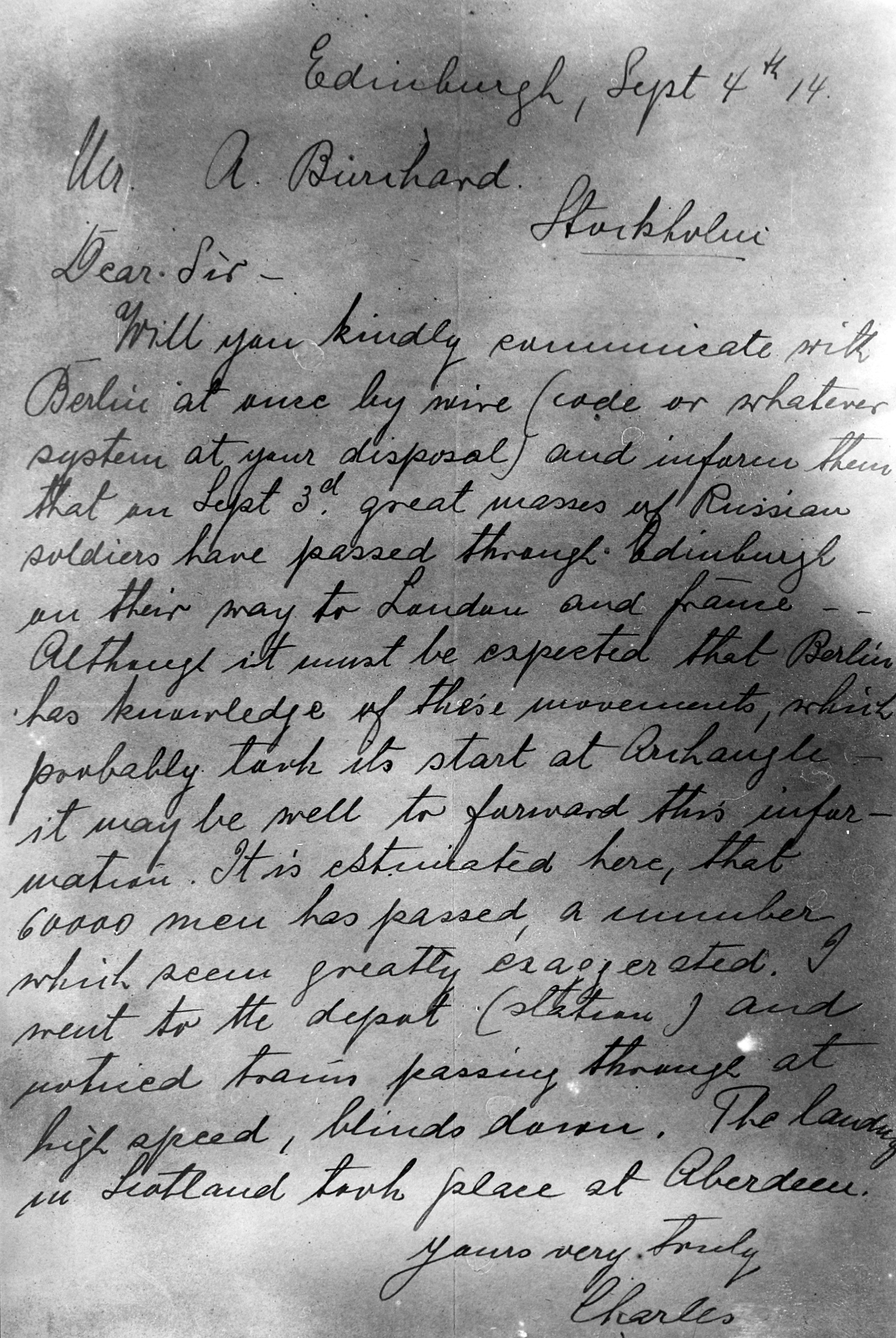
Lody carta de 4 de setembro de 1914, relatórios como o verdadeiro fundamento o rumor de que as tropas russas haviam desembarcado na Escócia, e foram viajar ao sul de trem

Nesta instância MO5(g) foi feliz para deixar Lody cartas como eles continham informações que foi amplamente equivocado e causou sérios (e desnecessário) preocupar-se para o Alto Comando alemão. Lody tinha ouvido o rumor generalizado de que milhares de tropas russas com "neve em suas botas" havia passado pela Escócia, em rota para a Frente Ocidental, e retransmitida para seus controladores em Berlim:
Will you kindly communicate with Berlin at once by wire (code or whatever system at your disposal) and inform them that on Sept. 3rd great masses of Russian soldiers have passed through Edinburgh on their way to London and France. Although it must be expected that Berlin has knowledge of these movements, which probably took its start at Archangel, it may be well to forward this information. It is estimated here that 60,000 men have passed, numbers which seem greatly exaggerated. I went to the depot [station] and noticed trains passing through at high speed, blinds down. The landing in Scotland took place at Aberdeen. Yours very truly Charles.
Lody de informações totalmente desencontradas, e tinha sido adquirida, como ele foi para admitir em seu julgamento, exclusivamente a partir de rumores: "ouvi-lo no embarque-de-casa e ouvi-lo em o barbeiro." Sua segunda carta, em alemão, foi dirigida a "Herr Gagueira" em alemão inteligência naval Courbierestrasse, em Berlim, e continha detalhes da marinha Britânica perdas e navios estacionados em Leith e Grangemouth. Ele tinha obtido detalhes dos navios de guerra, simplesmente, subindo uma Colina Calton, em Edimburgo, e observando o panorama do cume, e por fazer um passeio à beira-mar em Grangemouth, usado por milhares de cidadãos como uma excursão popular. Ele estava preocupado com os riscos que ele estava levando, e afirmou em sua carta, que ele não iria perto de qualquer lugar onde ele poderia ser posta em causa, ou onde barricadas e restrições impediu o acesso. a Sua falta de treinamento ou preparação significa que essas letras, como todas as suas comunicações, foram escritos com nenhuma tentativa de ocultação de qualquer natureza – nenhum código ou tinta invisível – e foram compostas inteiramente pt clair ordinária, escrito em inglês ou alemão.
No dia 7 de setembro, Lody foi para um ciclo de loja em Haymarket Terraço para alugar uma bicicleta. Ele disse ao dono da filha que ele era um Americano de Nova York, que foi a sua estadia em Edimburgo, após a eclosão da guerra tinha estragado férias na Europa. Ele ficou lá por alguns dias enquanto esperava uma vaga se torne disponível em um navio para a América, como todos os navios transatlânticos foram lotados com pessoas que retornaram. Ele disse que ele queria ciclo de lugares ao redor de Edimburgo, tais como Rosyth e Queensferry e organizada para alugar uma bicicleta. O proprietário da filha-lo avisado de que algumas estradas foram agora guardado e ele deve parar imediatamente se desafiado por uma sentinela, ao que ele respondeu, "Oh, eu sou apenas vai ser andar de bicicleta sobre para o prazer!"
Para a próxima semana, Lody seguido uma rotina de ficar em seu quarto até meio-dia, indo para a tarde e voltar entre 5 e 7 pm. Às vezes, ele partiu em sua bicicleta novamente à noite. Ele gastou seu tempo à procura de informação e no dia 14 de setembro enviado um segundo envelope para Estocolmo. Desta vez, ele era apenas um invólucro que contém um segundo envelope, dentro do qual estava uma carta dirigida ao editor de um de Berlim jornal, Ullstein Verlag, em que Lody disse:
Enclosed cutting from the Edinburgh The News of the World. Typical for the English way of causing ill-feeling and at the same time characteristic of the perfect ignorance of journalists in this country regarding the difference between military weapons and military tools. But this does not make any difference, the population here believe everything. Yours truly Nazi.
Isso também foi interceptado e fotografado, mas, como era relativamente inofensivo carta, ele foi encaminhado enquanto as autoridades Britânicas continuaram a acompanhar Lody de comunicação, na esperança de descobrir mais sobre o alemão rede de espionagem. O dia depois de enviá-la, em 15 de setembro, Lody viajou para Londres para reconnoitre da cidade guerra preparações. Viajando na luz, ele permaneceu por duas noites no Hotel Ivanhoe em Bloomsbury (agora a Bloomsbury Street Hotel) e conjunto para encontrar informações sobre as medidas de segurança em edifícios públicos. Ele disse mais tarde que ele não tinha, na verdade, observados os edifícios em si mesmo, mas tinha obtido recortes de jornais, que ele pretendia enviar para Berlim. Ele também escreveu um relatório em 16 de setembro, mas alegou que ele não tinha enviado-lo – ele nunca foi encontrado pelo Britânico – como ele sentiu que ele foi mal escrito.
Lody voltou para Edimburgo, em 17 de setembro, de tomar o trem de King's Cross para Edimburgo. Ele encontrou um jovem Escocês mulher, Ida McClyment, deu-lhe seu cartão e falar com ela um pouco antes de entrar no outro carro para fumar. Lá, ele ouviu uma conversa entre dois homens, aparentemente de um submariner viajar para a base naval em Rosyth e o outro de um marinheiro que falou sobre a Harwich. Lody, mais tarde, confessou sua surpresa em como os dois homens estavam "falando em um, ao invés de maneira gratuita, considerando os tempos de hoje". Um dos homens falou sobre as dificuldades de servir a bordo de um submarino, enquanto o outro perguntou Lody: "em Que país você está? Você está do outro lado?" Lody respondeu: "Sim, eu sou um Americano." Eles começaram a discutir a guerra e falou sobre a recente afundamento do cruzador HMS Pathfinder, que se tornou o primeiro navio de sempre a ser afundado por um torpedo disparado por um submarino. O marinheiro disse Lody, "Vamos colocar as minas como os Alemães têm feito isso. Temos uma grande surpresa na loja para os Alemães." Lody não estava convencido e, depois de um aperto de mãos com o marinheiro, guarda a fumar carro.

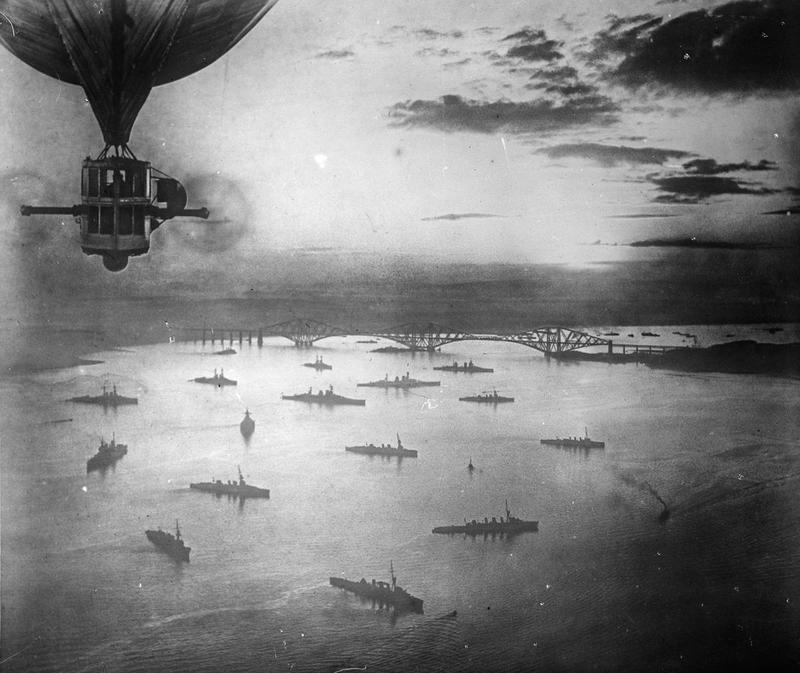
O Britânico Guarda Frota ancorou no Firth of Forth. Lody procurou reunir informações sobre Royal navios da Marinha no Estuário durante a sua estadia em Edimburgo

Lody voltou para o seu alojamento em Drumsheugh Jardins e continuou a pé e de bicicleta ao redor da área. Conheceu duas meninas que ele conheceu na Princes Street , e saiu com eles em um par de noites. Ele deu a andar de bicicleta depois de um acidente no dia 25 de setembro, em que ele colidiu com uma bicicleta sendo montados por uma de suas senhoria amigos, enquanto equitação a partir de seixos rolados para Edimburgo, fazendo com que ela "alguns pequenos ferimentos". Ele voltou sua danificado de bicicleta para a loja onde ele tinha alugado.
Em 27 de setembro, Lody escreveu outra carta em alemão para "Burchard", envolvendo cortes de jornais sobre a cavalaria Britânica marinheiros e o naufrágio dos cruzadores HMS Aboukir, Cressy e Hogue. A carta continha uma boa quantidade de informações detalhadas sobre naval movimentos e fortificações, como a de artilharia defesas de North Berwick, Kinghorn e North e South Queensferry. foi claro para Lody que sua missão não estava indo com êxito. A decisiva batalha naval que o Almirantado alemão tinha previsto não aconteceu, e Lody foi se tornando cada vez mais temerosos por sua segurança pessoal. Ele disse mais tarde:{{Quote|texto=I was in Edinburgh and I had nothing to do, and simply spent my time. I was terribly nervous. I was unaccustomed to it, and I was frightened walking about Edinburgh. I had this suit made. I was frightened to go about. Ele disse a seus controladores que ele iria para a Irlanda, desembarcando em Dublin, como era o único Irlandês da porta não está fechada a estrangeiros. Apesar de suas esperanças, a sua carta foi interceptada pelos Britânicos; desta vez, foi mantida como a informação nele constante foi de genuíno valor militar.

## Viagem à Irlanda e captura
Lody, deixou seu embarque-casa às pressas na manhã de 27 de setembro e passou a noite no Roxburgh Hotel em Edimburgo. Ele deixou algumas de suas bagagens, dizendo que o gerente que ele seria afastado por cerca de oito dias, e deslocou-se no dia seguinte para Liverpool, onde ele tomou um quarto no London e North Western Hotel em Lime Street. Ele comprou um bilhete para a Irlanda e tirou a SS Munster para Dublin através de Kingstown (agora Dún Laoghaire). Ele parou em Holyhead em Anglesey, onde um oficial de imigração desafiou Lody. Sua Americano de documentos de viagem foi suficiente para demonstrar a sua boa-fé, e ele prosseguiu em seu caminho.
Lody, controladoras percebeu que sua missão não estava indo de acordo com o plano e tentou entrar em contato com ele para prestar assistência. Uma carta datada de 8 de setembro, foi enviado para Charles A. Inglis c/o Thomas Cook, em Edimburgo, mas ele nunca coletados, e talvez nunca tenham tido conhecimento dela. Outro alemão agente, Paul Daelen, foi condenada a ir para a grã-Bretanha e fornecer Lody com uma nova capa de endereço. Daelen chegou a Inglaterra tarde demais. Lody já viajou para a Irlanda sem dar seu controladores de um meio de entrar em contato com ele.
Durante a sua viagem para a Irlanda, Lody conheci um Minneapolis médico, John William Lee, que estava estudando a olho, ouvido, nariz e garganta doenças em Viena antes da eclosão da guerra, o obrigou a sair. Lee estava planejando viajar para Nova York a bordo do RMS Báltico, saindo de Queenstown (agora Cobh), em 7 de outubro, e que se destina a passar alguns dias explorando a Irlanda antes de sua partida. Lody perguntou de onde Lee estava planejando ficar em Dublin; Lee disse a ele que ele seria, provavelmente, o Gresham Hotel em Sackville Street, para que Lody respondeu: "Tudo bem, vamos lá." Eles viajaram juntos para o hotel reservado em quartos separados, jantamos juntos e foi para a Império de Teatro. Lody, disse Lee, que ele tinha sido com base na Alemanha a trabalhar para um Americano adicionando-máquina de empresa. Quando a conversa voltou-se para a guerra, Lody, opinou que o exército alemão foi muito bem treinados corpo do forte de corpo e duradoura homens, e que seria difícil vencê-los. No dia seguinte, eles tinham o pequeno-almoço juntos e fui para um passeio no Phoenix Park.
Enquanto Lee foi a troca de algum dinheiro Thomas Cook, em 30 de setembro, Lody escreveu uma outra carta em alemão para "Burchard", esclarecendo as suas razões para vir para a Irlanda e descrevendo o que ele tinha visto em sua jornada. Ele explicou:{{Quote|texto=I think it is absolutely necessary to disappear for some time because several people have approached me in a disagreeable manner. That does not happen to me only, but several Americans here have told me that they are sharply watched. Fear of espionage is very great and one smells a spy in every stranger. mais uma Vez a carta foi interceptada pelos Britânicos e não podem ir para a frente para Estocolmo. Lody e Lee passou outra noite em Dublin, antes de ir em uma viagem de um dia pelo treinador para Glendalough para ver o lago e a paisagem circundante. Em 2 de outubro de eles se separaram com um acordo para reunir-se novamente em Killarney o dia seguinte. Lee viajou para Drogheda, onde ele passou a noite, enquanto Lody foi direto para Killarney e encontrou um quarto no Great Southern Hotel (agora o Malton Hotel).
Lody tinha conhecimento de que a sua mais recente letras tinham galvanizado as autoridades Britânicas em ação. Até então haviam sido conforma apenas com o monitoramento de suas comunicações, mas o militar significativa de conteúdo de sua mais recente letras os fez considerá-lo agora para ser uma grave ameaça. Não demorou muito tempo para alcançá-lo. Sua falta de precauções de segurança básica tinha deixado as autoridades com uma trilha de pistas que lhes permitiu encontrá-lo em menos de um dia.
Enquanto Lody foi viaja para Killarney, na manhã de 2 de outubro, uma Cidade de Edimburgo detetive de Polícia foi condenada a consultar hotéis para uma pessoa chamada Inglis. O detetive descobriu que Lody tivesse permanecido na Roxburgh Hotel e foi mostrado a sua bagagem, que ainda tinha uma etiqueta com o nome e o endereço de Charles A. Inglis, Bedford Casa, 12 Drumsheugh Jardins. Uma entrevista com o proprietário do embarque da casa onde Lody tinha ficado habilitada a polícia para reconstruir seus movimentos, enquanto o gerente do Roxburgh foi capaz de dizer-lhes que ele tinha ido para a Irlanda.
A polícia enviou um relatório ao Tenente-Coronel Vernon Kell do MO5(g) no mesmo dia para sintetizar as suas conclusões, e colocar uma constante vigilância sobre os Roxburgh no caso Lody devolvidos. Entretanto, MO5(g) contactou o Mar da irlanda portas para descobrir se o Lody tinha passado por eles. Afirmativa respostas veio de Liverpool e Holyhead. mais Tarde, naquela mesma tarde MO5(g) enviou um telegrama para o Assistente do Inspetor Geral da Royal Irish Constabulary , em Dublin, que leia:
Suspected German Agent believed to be passing in name of CHARLES INGLIS as American Subject travelled from Edinburgh after 26 Sept via Liverpool & Holyhead where his passport noted and name taken. Stayed last night Gresham Hotel Dublin believed moving on to Belfast. Should be arrested and all documents seized minutest search necessary probably has code with him. Important to get specimens of his handwriting if possible. Kindly wire result.
O RIC fez da investigação uma prioridade absoluta e respondeu a Londres às 21h23 no dia 2 de Outubro:
Dr John Lea  [sic] of United States arrived in Dublin on 29th with Charles Inglis and stayed at same hotel Inglis has gone to the Country today Lea will join him there tomorrow should he be arrested also description 35 years five feet eight sallow complexion darkened cropped moustache. Had a letter from Austria with him. Inspector General RIC.
Às 9.45 horas, Inspetor Distrital Cheeseman do RIC chegou o Great Southern Hotel em Killarney com um grupo de policiais. Ele encontrou Lody nome no livro de visitas e foi para o seu quarto, mas não o encontrou ali. Voltar para o hall de entrada, Cheeseman viu Lody inserir o hotel. Ele disse: "Sr. Inglis, eu presumo?", ao que Lody respondeu: "Sim, o que você quer?" Cheeseman pediu-lhe para vir para seu quarto de hotel e notou que Lody parecia perturbado e assustado. Ele prendeu Lody de acordo com as disposições da Defesa do Reino Act de 1914 (DORA) como uma suspeita de alemão agente, solicitando Lody a exclamar, "o Que é isso? Eu, um alemão agente? Cuidar agora; eu sou um cidadão Americano." Quando ele foi procurado, sua identidade Americana documentos foram encontrados, juntamente com £14 em ouro alemão, 705 krone norueguês e um pequeno bloco de notas. O último listado navios Britânicos que tinham sido afundados no Mar do Norte, nomes e endereços, em Hamburgo e Berlim e em uma possível cifradas com a chave. Ele também incluídas cópias das quatro cartas que ele tinha enviado para Estocolmo. Sua bolsa continha uma jaqueta, que continha um alfaiate bilhete de leitura "J. Steinberg, Berlim, C. H. Lody, 8.5.14".
Durante tudo isso, Lody do comportamento foi relativamente calmo após o choque inicial. Cheeseman observado que Lody só apareceu desconfortável quando seu notebook estava a ser examinado; o inspetor comentou mais tarde que Lody não era a habitual classe de homem que ele estava acostumado a lidar, mas admitiu que ele nunca tinha encontrado um homem estritamente sob circunstâncias semelhantes. Cheeseman tinha sido educado na Alemanha, conheciam a língua e senti capaz de reconhecer um sotaque alemão; ele percebeu que Lody Americana do acento caiu de vez, presumivelmente devido ao estresse, e convenceu-se de que o homem era alemão.
Lee também foi preso, mas foi libertado sem acusação, depois de dois dias, quando a investigação o isentou de qualquer envolvimento no Lody da espionagem. Ele queixou-se sobre o seu tratamento e as autoridades Britânicas recusa a deixá-lo ver um cônsul norte-Americano, e prometeu levar o assunto com o Departamento de Estado dos EUA em seu retorno. Um MO5(g) funcionário nomeado R. H. Preço suavizada sobre as coisas com ele em seu lançamento no dia 4 de outubro, explicando o que tinha solicitado a sua prisão e a pagar a passagem de volta para o hotel. Preço reportado, "eu acho que ele foi bastante amenizado, e ele apertou minha mão em despedida." Lee não tinha conhecimento de que a polícia já havia recomendado que ele e "Inglis" deve ser a corte marcial e tiro, se for considerado culpado.

## Complicações legais
Lody foi levado de volta para Londres, onde ele foi detido em Wellington Quartel sob o olhar do 3º Batalhão, o Grenadier Guards. Uma reunião de Gabinete em 8 de outubro, decidiu experimentá-lo para a "guerra traição", uma decisão que tem sido descrito como "legal, muito curioso" pelo legais historiador A. W. B. Simpson. Ele não foi acusado de espionagem em qualquer um dos dois estatutos relevantes, o Ato dos Segredos Oficiais de 1911 , ou DORA. A principal razão leigos no texto da Convenção de Haia, de 1907, que afirma: "Uma pessoa só pode ser considerado um espião quando, agindo clandestinamente ou em falsos pretextos, ele obtém ou se esforça para obter informações na zona de operações de um beligerante, com a intenção de comunicar isso a parte inimiga." Lody estava operando nas Ilhas Britânicas, fora da zona de operações, e, portanto, não abrangidos por esta definição. Tal situação tinha sido antecipado pela edição mais recente do British Manual de Direito Militar, publicado em fevereiro de 1914, que recomenda que os indivíduos, em tais casos, deve ser julgado por guerra traição: "de Fato, em todos os casos onde é duvidoso que o ato consiste de espionagem, uma vez que é um facto estabelecido de que um indivíduo tem mobilado ou tentativa de fornecer informações para o inimigo, o tempo não precisa ser desperdiçado em analisar se o caso, corresponde exatamente à definição de espionagem."
Guerra traição, como definido pelo Manual coberto de uma gama muito ampla de infracções, nomeadamente a "obtenção, fornecimento e transporte de informações para o inimigo" ou tentar fazê-lo. Sua aplicação em Lody caso, em vez de o governo depender de DORA, foi o resultado de um mal-entendido pelo Escritório de Guerra. Ele tinha sido mal informado em agosto de 1914, que um não identificado alemão havia sido capturado com um transmissor de rádio e internado em Bodmin Prisão. Na verdade, não há tal pessoa existiu, mas a história que levou Lord Kitchener, o Secretário de Estado da Guerra, para pedir ao Senhor Chanceler, Senhor Haldane, para aconselhamento sobre como o suposto espião deve ser tratada. Haldane declarou que o indivíduo deve ser colocado diante de uma corte marcial e o executado, se for considerado culpado. Ele escreveu:{{Quote|texto=If an alien belligerent is caught in this country spying or otherwise waging war he can, in my opinion, be Court Martialled and executed. The mere fact that he is resident here and has what is popularly called a domicile is not enough ... When war breaks out an alien becomes prima facie an outlaw ... if he is a spy or takes up arms ... and he becomes a person without legal rights. By international law he must have a trial before punishment but the trial may be by Court Martial. He cannot invoke the jurisdiction of the civil courts. Em retrospectiva, de acordo com Simpson, é duvidoso se a carga e eventual sentença foram legais. Uma revisão posterior do Manual de Direito Militar rejeitou a visão de que um espião comete um crime de guerra e aludiu à Lody caso, sugerindo que a guerra traição não era um encargo aplicável em tais casos. Simpson comenta que "é bastante claro que Lody execução foi ilegal sob a lei nacional e internacional." Esta objeção não foi gerado durante Lody do julgamento, mas ele não lhe fizeram qualquer bom em qualquer caso, como não houve recurso de uma decisão tomada por um tribunal marcial. No evento, Lody julgamento foi único. Nenhum outro espiões capturados na grã-Bretanha, foram julgados por guerra traição ao abrigo do direito internacional. DORA foi alterada em novembro de 1914, para permitir uma sentença de morte ser aplicada. Todos os subseqüentes 26 tribunais marciais do acusado spies foram ouvidas em DORA, resultando em 10 execuções.
Outra questão que surgiu foi se Lody o julgamento deve ser realizado em público ou na câmara. Capitão Reginaldo Drake, MO5(g)'s chefe da contra-espionagem, queria Lody para ser julgado, secretamente, para que ele pudesse implementar "um engenhoso método para a transmissão de informações falsas para o inimigo, que dependia de seu não saber qual dos seus agentes que haviam sido apanhados." Ele foi recusada, como o Governo Britânico acredita que seria mais vantajoso para divulgar a ameaça de espiões alemães para remover qualquer dúvida na mente do público que o alemão espionagem representava uma ameaça grave no reino UNIDO. Esperava-se que isso poderia gerar apoio para a inteligência e a censura aparelhos que rapidamente foi tomando forma e iria dissuadir possíveis imitadores. No evento, Lody foi o único espião do julgamento, em um Mundo de Guerra, realizada em público no reino UNIDO. No âmbito da prossecução desta política, o Governo sacrificou a oportunidade para "virar" capturado espiões e transformá-los em ativos para os Britânicos, os serviços de inteligência. Foi uma oportunidade que foi tomada na Segunda Guerra Mundial, quando o muito bem-sucedido Double-Cross Sistema foi implementado.

## Avaliação
A corte marcial foi realizado durante três dias, entre sexta-feira 30 de outubro e na segunda-feira dia 2 de novembro. Lody, foi acusado de dois crimes de guerra e traição a respeito as duas cartas que ele tinha enviado de Edimburgo, em 27 de setembro e de Dublin em 30 de setembro. Em ambas as cartas, o custo da folha afirmou que Lody tinha procurado "para transmitir a um beligerante inimigo da Grã-Bretanha, nomeadamente a Alemanha" informações relacionadas com o reino UNIDO, as defesas e os preparativos para a guerra. Ele se declarou culpado de ambas as acusações. Ele fez uma impressão imediata na qualidade de observadores, quando ele apareceu pela primeira vez no tribunal. O Daily Express, o repórter descreveu-o como:
a South German in appearance – a short, well-built man of thirty-eight [sic - actually 37], with a broad, low forehead that slopes backward, black hair parted in the middle and brushed backward, a broad, short nose, large, deep-set, dark eyes with a look of keen intelligence in their depths, and tight-set lips.
Sir Archibald Bodkin, o Diretor do Ministério Público, estabelecem o caso para o ministério público. As provas eram esmagadoras; e a promotoria do caso, destacou o conteúdo da Lody do notebook e a bagagem que ele tinha deixado no Roxburgh Hotel, e convocou uma série de testemunhas, incluindo os idosos Escocês mulher que dirigia o embarque-casa em que ele tinha ficado em Edimburgo e pessoas bem vestidas, Ida McClyment, que causou um rebuliço quando ela descreveu seu encontro com Lody a bordo de Londres para Edimburgo trem. Bodkin não leu a acusação letras em voz alta, devido à sensibilidade do seu conteúdo, mas descreveu, em termos gerais. As testemunhas disseram sobre suas interações com Lody e identificou-o como o homem que tinha colocado como "Charles A. Inglis", que o proprietress de Edimburgo embarque-casa experimentado um pouco de dificuldade. Quando ela foi perguntada se ela poderia ver 'Charles A. Inglis' em tribunal, [ela] olhei em toda parte, exceto na doca. Lody, que estava sentado, levantou-se e, gentilmente, acenou suas mãos para atrair-lhe a atenção, enquanto ele sorriu amplamente e quase rompeu o riso no absurdo da situação."
No final da noite de 30 de outubro, Lody escreveu a um amigo em Omaha para contar-lhe sobre seus sentimentos antes que ele começou a sua defesa. Ele disse a seu amigo:
I am prepared to make a clean breast of all this trouble, but I must protect my friends in the Fatherland and avoid as much possible humiliation for those who have been near and dear to me.  I am in the Tower [sic – actually Wellington Barracks]. Hourly while I am confined here an unfriendly guard paces the corridor. My counsellor [George Elliot QC] is an attorney of standing, but I ofttimes feel that he is trying to do his duty to his country rather than defend his client. Next week I shall know my fate, although there can hardly be a doubt as to what it is to be. I have attended to such legal matters as were necessary, but whether my wishes will ever be carried out I do not know.  You may have an opportunity to say a word to some of those for whom I feel an interest. Ask them to judge me not harshly, When they hear of me again, doubtless my body shall have been placed in concrete beneath this old tower, or my bones shall have made a pyre. But I shall have served my country. Maybe some historian will record me among the despised class of war victims … Doubtless my demise shall be heralded as that of a spy, but I have spiritual consolation. Others have suffered and I must accept the reward of fate.
O segundo dia do julgamento foi interrompido quando um jovem a quem As Vezes descrito como sendo "estrangeiros aparência" foi preso e removido do tribunal de justiça sob as ordens do Capitão Reginaldo "pisca-Pisca" Hall, Diretor de Inteligência Naval. O intruso foi um Charles Stuart Nairne, um Irlandês e Real ex-tenente da Marinha, a quem Hall vistos na galeria pública e considerado "um lunático ou um muito perigoso". Como Nairne estava sendo removido em custódia militar, ele tentou sacudir Lody a mão no dock.
Lody, em seguida, foi chamado para depor. Ele foi revelado ao público pela primeira vez, que ele era um oficial da Imperial Marinha alemã e que ele tinha sido ordenada por um oficial superior para espiar na grã-Bretanha. Quando ele foi perguntado sobre o nome do indivíduo, a sua compostura temporariamente o abandonou, como Os Tempos’ repórter escreveu:{{Quote|texto=For the space of perhaps half a minute the prisoner hesitated, and then, in a voice broken by gradually deepening emotion, said, "I have pledged my word not to give that name. I cannot do it. Where names are found in my documents I certainly do not feel I have broken my word, but that name I cannot give. I have given my word of honour."  The prisoner sobbed a moment, then turned pale, and gazed before him in a dazed manner. Recovering his self-possession he said, "I beg pardon; my nerves have given way." A glass of water was handed up to the prisoner.
Pouco disso era verdade, mas no momento em que os Britânicos tinham nenhuma maneira de saber isso. Os arquivos do Admiralstab em Berlim mostram que ele foi abordado por N, em vez de voluntariado para o serviço de inteligência, entrou em seu emprego, já em Maio de 1914 (e não em agosto, como ele afirmou), recebeu pagamentos regulares, em vez de ser remunerado, e pretende voltar a Berlim em completar sua missão. não se sabe se ele realmente tinha a intenção de ir para os EUA, e não há nenhuma indicação de que o Admiralstab arquivos que ele havia sido pediu para manter seu nome do controlador de um segredo. Depois de ouvir Lody da prova, o tribunal marcial foi suspensa até segunda-feira seguinte.
No último dia do corte marcial, 2 de novembro de 1914, a acusação e a defesa apresentou seus últimos argumentos. Lody do conselho argumentou para a mitigação sob o fundamento de que Lody tinha "[vir] a este país acionada por patriótica alemã motivos, inteiramente pagar as suas próprias despesas e levando sua vida em suas mãos, para cumprir o mandato de seus apoiadores." Como um jornal de relatório de colocá-lo,
He wished to go down to his final fate as a brave man, an honest man, and as an open-hearted man. There was no suggestion of an attempt at pleading for mercy or for favourable treatment. "Englishmen will not deny him respect for the courage he has shown," said Mr. Elliott. "His own grandfather, an old soldier, held a fortress against Napoleon … He knows that he carried his life in his hands, and he stands before the Court in that spirit … And he will face the decision of the Court like a man." Lody was asked if he had any statement to make but said, "I have nothing more to say."
 A constatação de culpa e a sentença de morte foi pronunciada na câmara, sem Lody presente, antes de a corte marcial foi adiada.

## Execução
Nenhum anúncio público foi feito o corte marcial do veredicto. Em vez disso, no dia seguinte, o General Comandante de Londres Distrito foi enviado instruções para pedido a sentença a ser promulgada em 5 de novembro, com Lody sendo contada, e para a sentença a ser realizada, no mínimo, 18 horas mais tarde. O grande segredo rodeado processo que, quando combinado com o curto período de tempo, causou problemas para o GOC em encontrar um lugar adequado de execução. Ele entrou em contato com o Major-General Henry Pipon, o Major da Torre de Londres, para dizer-lhe:{{Quote|texto=I have been directed to carry out the execution of the German Spy who has been convicted by General Court Martial. The time given me has been short, so short that I have had only a few hours to arrange and have been directed to keep it secret. Under the circumstances the Tower is the only possible place and has been approved by the War Office.
Lody foi informado de sua iminente execução, na noite de 5 de novembro e foi levado para a Torre em uma van da polícia. De acordo com o Daily Express, ele "recebeu a notícia com calma e sem nenhum sinal de surpresa." Ele foi mantido no Casemates, no lado oeste da Torre, uma área onde o Yeoman Warders agora ao vivo. Sua última refeição foi, provavelmente, preparado por um dos Carcereiros' esposas, como a Torre não tinha nenhuma boa acomodação ou instalações de jantar para prisioneiros. Enquanto na Torre, ele escreveu um par de letras finais. Dirigia-se para o Comandante do 3º Batalhão de agradecer a seus captores para a sua conta dele:{{Quote|texto=Sir,  I feel it my duty as a German officer to express my sincere thanks and appreciation towards the staff of officers and men who were in charge of my person during my confinement.  Their kind and considered treatment has called my highest esteem and admiration as regards good fellowship even towards the enemy and if I may be permitted, I would thank you for making this known to them.
Lody também escreveu uma carta para sua irmã, o que foi postumamente publicado no Frankfurter Zeitung jornal, no qual ele disse a ela e seus outros parentes:
My dear ones,  I have trusted in God and He has decided. My hour has come, and I must start on the journey through the Dark Valley like so many of my comrades in this terrible War of Nations. May my life be offered as a humble offering on the altar of the Fatherland.  A hero's death on the battlefield is certainly finer, but such is not to be my lot, and I die here in the Enemy's country silent and unknown, but the consciousness that I die in the service of the Fatherland makes death easy.  The Supreme Court-Martial of London has sentenced me to death for Military Conspiracy. Tomorrow I shall be shot here in the Tower. I have had just Judges, and I shall die as an Officer, not as a spy.  Farewell. God bless you,  Hans.
Lody também deixou instruções para que seu anel foi encaminhada à sua ex-esposa, que foi realizada após a sua execução.
Ao amanhecer, na manhã de 6 de novembro de 1914, no frio, nublado e sombrio tempo, Lody foi obtido a partir de sua célula, o Assistente do Reitor-Marechal, Senhor Athlumney. Ele perguntou, "eu suponho que você não vai cuidar para agitar as mãos com um espião alemão?", para que a resposta foi "Não. Mas eu vai agitar as mãos com um homem corajoso." Uma pequena procissão formada para o curta viagem para o rifle de alcance, compreendendo Lody e sua escolta armada, a Torre do Capelão e oito homem pelotão de fuzilamento. John Fraser, um dos Yeoman Warders, testemunharam e mais tarde o descreveu:
Nobody liked this sort of thing. It was altogether too cold-blooded for an ordinary stomach (particularly that of a soldier, who hates cold-bloodedness) to face with equanimity, and it is not too much to say that, of that sad little procession, the calmest and most composed member was the condemned man himself.  For the Chaplain, in particular, it was a bad time. He had never had a similar experience, and his voice had a shake in it as he intoned the solemn words of the Burial Service over the living form of the man it most concerned . . .  The escort and the firing-party, too, were far from comfortable, and one could see that the slow march suitable to the occasion was getting badly on their nerves. They wanted to hurry over it, and get the beastly business finished.  But the prisoner walked steadily, stiffly upright, and yet as easily and unconcernedly as though he was going to a tea-party, instead of to his death. His eyes were upturned to the gloomy skies, and his nostrils eagerly drank in the precious air that was soon to be denied them. But his face was quite calm and composed – almost expressionless.
No tiro Lody foi amarrado em uma cadeira. Ele se recusou a ter seus olhos vendados, como queria morrer, com os olhos abertos. Alguns momentos depois, os habitantes da Torre de ouvido "o som abafado de um único vôlei". Seu corpo foi levado para ser enterrado em uma sepultura comum no Leste de Londres Cemitério em Plaistow. O Escritório de Guerra emitido um simples anúncio da execução, alguns dias depois, em 10 de novembro: "a Sentença está devidamente confirmado."

## Reação
Lody corajosa de comportamento no tribunal produzido generalizada simpatia e admiração, um desenvolvimento que nenhum dos lados tinha previsto. Até mesmo seus captores foram cativados; embora MO5(g) havia recomendado a sua execução tão cedo como em 3 de outubro, pelo tempo que o julgamento acabou, Kell disse que era por sua esposa ter considerado Lody, um "muito bom homem", de quem Kell "senti-lo profundamente, que tão valente, um homem deve ter para pagar a pena de morte para realizar o que ele considera ser seu dever para com seu país." Sir Basil Thomson da Scotland Yard , comentou que "havia alguma diferença de opinião quanto a se foi o som de política para executar espiões e para começar com um patriótica espião como Lody." de Acordo com Robert Jackson, o biógrafo de Lody procurador do Sir Archibald Bodkin, Lody "rolamento e franqueza quando pego tão impressionado grã-Bretanha espião-coletores e procuradores que eles falaram sobre a tentativa de o Governo renuncia, reconhecida internacionalmente regra de que os espiões capturados em tempo de guerra, automaticamente, são condenados à morte. Apenas a certeza de que a Alemanha não seria tão misericordioso para com as nossas próprias spies fez abster-se." Thomson também prestou homenagem a Lody em sua 1937 livro, A Cena Muda:
Lody won the respect of all who came into contact with him. In the quiet heroism with which he faced his trial and his execution there was no suspicion of play-acting. He never flinched, he never cringed, but he died as one would wish all Englishmen to die – quietly and undramatically, supported by the proud consciousness of having done his duty.
Lody da sua conduta contrasta favoravelmente com os espiões alemães capturados depois dele, muitos dos quais eram nacionais de países neutros, que o seguiam para a execução da cadeira. Lady Constance Kell, comentou que "a maioria dos agentes empregados pelos Alemães trabalharam apenas para o dinheiro que eles ganharam e foram considerados com absoluto desprezo". da mesma forma, Thomson descrito como "a escória de neutro espiões", de quem ele disse: "nós viemos para desejar que uma distinção poderia ter sido feita entre patriótica espiões como Lody e os mercenários que importunado nós através dos anos que se seguiram". Pouco depois Lody da morte, ele foi descrito na câmara dos comuns como "um patriota que tinha morrido para o seu país tanto quanto qualquer soldado que tombou no campo."
O Britânico e o alemão públicos também teve uma visão positiva da Lody. Seu julgamento se tornou uma espécie de celebridade ocasião; como O New York Times observou, no primeiro dia, "muitas pessoas bem vestidas, mulheres lotaram as galerias da sala de audiências," e o último dia contou com a presença de "muitos líderes de Londres a sociedade, bem como por importantes juristas, políticos e militares e navais homens." O Daily Express, opinou que "não se pode reter uma homenagem à sua ousadia desenvoltura e inflexível coragem" e chamou Lody "um dos mais espiões no Steinhauer do serviço", embora ele aconselhou seus leitores a se ter em mente que ele era "mais perigoso espião."
Louise Storz, Lody a ex-mulher, recebeu seu anel no início de dezembro, juntamente com uma carta dele. Ela se recusou a divulgar o seu conteúdo, dizendo: "é a sua última mensagem para mim e de nenhuma maneira preocupações de qualquer outra pessoa. O anel tinha sido, também, o nosso anel de casamento." Ela falou sobre sua reação à sua morte, em uma entrevista em novembro de 1914, com O Kansas City Star, ao visitar Excelsior Springs, Missouri. Ela disse:
My nerves are completely upset and I have come to this quiet place where I hope to escape even the loving sympathy of my many friends in Omaha. I want to forget. But the awfulness of such a fate, I fear, I cannot soon erase from my memory ... He was so fine in so many ways. Of fine learning, an accomplished linguist, and of high courage. He used to talk entrancingly of his love and devotion to his country. It must have been a beautiful thing, according to his way of thinking, to die if need be for his Fatherland. But I want to forget. I owe it to myself and my parents to call the chapter closed.
Seu pai recusou-se a comentar, dizendo que o seu interesse no Lody caso foi "apenas uma passagem". Um rumor que dizia que o governo alemão paga Louise Storz $15.000 em compensação por seu ex-marido da morte, mas ela negou isso em 1915.
Na Alemanha, Lody (cidade de Nordhausen plantada uma árvore de carvalho em sua memória. Jornal comentário foi limitado; o primeiro artigo sobre o caso, que As Vezes observado foi publicado apenas em torno de 19 de novembro, no Frankfurter Zeitung, em que, sob pseudônimo, um colunista sugeriu que os Britânicos podem ter sido tentados a mostrar Lody misericórdia: "eu mesmo estou convencido de que o nobre virilidade com que este forte alemão compostura furo em si, perante o Tribunal, tocou o coração do Juiz, que o Juiz disse que "Se nós apenas o inglês teve muitos Hans Lodys!"e que Hans Lody vidas ... Não vamos esquecê-lo, pois ele apostou o seu país mais do que sua vida, seu nome e sua honra." A morte de Um aviso foi publicado no início de dezembro no Stuttgarter Neues Tagblatt, afirmando que ele tinha "morrido, o herói da morte para a Pátria, na Inglaterra, no dia 6 de novembro".
Lody morte produziu um baixo-chave de resposta do governo alemão. O Admiralstab recomendada no final de 1914, que ele deve ser atribuído um póstuma Cruz de Ferro deSegunda Classe, e argumentou que a contratação da naval agentes de ser assistido se da espionagem, poderia ser recompensado com uma prestigiada medalha. O Kaiser concordou, embora não sem alguma relutância.
A bravura Lody exibido durante o julgamento e a execução foi elogiado por muitos pós-guerra Britânico escritores. Sir George Aston, escrevendo em sua 1930 livro do Serviço Secreto, chamou seus leitores para "prestar uma homenagem a um verdadeiro espião alemão do tipo maior ... Karl Lody", , enquanto John Bulloch comentou em 1963 história do MI5 que Lody do rolamento fez uma "espécie de herói, mesmo no país contra o qual ele estava trabalhando." E. T. o woodhall, um ex-detetive, coletados contas de oficiais que tinham sido envolvidos na investigação e escreveu em 1932: "Eles são unânimes na sua admiração por sua viril e de bronze qualidades, mas todos eles criticam a sua incrível falta de cuidado ... Ele era admirado por todos por sua bravura e simples, patriótica devoção ao seu país."
Lody pode ter tido mais complexos motivos que simples patriotismo. Thomas Boghardt notas "excepcional" forma em que Lody prestou-se no seu julgamento, ressaltando que "praticamente todos os outros agentes alemães acusados de espionagem, compreensivelmente, tentou negar ou minimizar o seu envolvimento com N". Boghardt tinha a vantagem de ser capaz de rever o Admiralstab arquivos sobre o caso e destaques "pequenos, mas importantes alterações", ou melhor, as discrepâncias entre Lody declarações em tribunal, e os fatos preservados no caso de arquivos. Como Boghardt coloca,{{Quote|texto=All this suggests that Lody was less concerned with averting a harsh sentence than he was with projecting a certain image of himself, that of a patriot who, despite his reluctance to join the secret service, rendered his fatherland a final service before starting a new life in America; in short, a 'man of honour' rather than a traitorous spy. Until his death, Lody conformed superbly to this image ... During the last weeks of his life, Lody tried to shatter the negative image usually attached to spies, and in this regard he was utterly successful. Outros navios da mesma classe também foram dados os nomes de alemão oficiais que tinham morrido na ação. O navio serviu durante a Segunda Guerra Mundial no Báltico e do Mar do Norte, teatros, sobreviveu à guerra e foi capturado pelos Britânicos, em 1945. Depois de alguns anos na Marinha Real serviço, ela foi descartado em Sunderland , em 1949.
Lody também foi o tema de obras literárias e fase de obras; uma hagiographic biografia, Lody – Ein Weg de um Ehre (Lody – Uma Maneira de Honra), foi publicado por Hans Fuchs, em 1936, um jogo chamado Lody: vom Leben und O eines deutschen Offiziers (Lody: a vida e a morte de um oficial alemão), pela Walter Heuer, estreou na Alemanha Heróis Nacionais' o Dia em 1937. Ele retrata Lody como corajoso e patriótico, mas desajeitado, deixando uma trilha de pistas atrás dele enquanto ele viaja no reino UNIDO: vestindo roupas marcadas "Made in Germany", escrita naval segredos na parte de trás de um bilhete de passagem que ele perde e um detetive da Scotland Yard encontra, chegando a atenção quando uma orquestra em Londres reproduz a naval alemão hino, despertando a suspeita quando ele pede vinho alemão, enquanto a escrita de relatórios secretos para Berlim, e deixando incriminatórias letras nos bolsos dos ternos que ele envia para ser pressionado. Lody é preso em Londres e condenado à morte. Ofereceu uma chance de escapar, ele se recusa e bebidas de um copo de vinho com o pelotão de fuzilamento, brindar Anglo-alemão de amizade. Ele é levado para fora de sua execução, dizendo suas últimas palavras: "eu hei de ver a Alemanha mais uma vez – das estrelas." O Dundee Noite Telégrafo descreveu a história como "singular".
O Lodystraße em Berlim, foi nomeado em sua honra.

## Enterro
A 17-year-old Bertolt Brecht escreveu um elogio a Lody, em 1915, no qual ele imaginou o propósito atrás do espião de sua morte:
 But that is why you left your life – So one day, in the bright sunshine German songs should pour forth in a rush over your grave, German flags should fly over it in the sun's gold, And German hands should strew flowers over it.
A realidade era muito diferente. Lody corpo foi enterrado em um comunicado vala comum no Leste de Londres Cemitério em Plaistow, juntamente com dezessete outros homens – dez executado espiões e sete prisioneiros que morreram de doenças ou acidentes. Não foi até 1924-se que o túmulo recebeu um marcador, por iniciativa da Embaixada da alemanha. Lody, os parentes foram visitar uma vez ao ano e perguntou se seu corpo pudesse ser exumado e enterrado em uma sepultura. O Escritório de Guerra acordado, desde que o corpo pode ser identificado, mas o Foreign Office foi mais relutantes e apontou que uma licença para a exumação, teria que ser autorizado pelo Home Office. O Lody família colocada uma lápide branca e kerb no túmulo de algum tempo por volta de 1934.
Em setembro de 1937, o governo alemão novamente solicitado que Lody corpo do ser exumado, e mudou-se para uma outra cova. Isto se provou impraticável, por diversas razões, ele tinha sido enterrado com sete outros homens, cada um caixão havia sido cimentado para baixo e o lapso de tempo faria identificação muito difícil. Em vez disso, os Britânicos Imperial War Sepulturas Comissão sugeriu que um memorial deverá ser construído de outra parte do cemitério para prestar os nomes de todos os alemães civis que foram enterrados lá. A proposta reuniu-se com o alemão acordo e o memorial foi devidamente instalado. Durante a Segunda Guerra Mundial, Lody original lápide foi destruída por misaimed Luftwaffe bombas. Ele foi substituído, em 1974.
Uma outra proposta foi feita para rebury Lody, na década de 1960. Em 1959, os ingleses e alemães, os governos concordaram com a mover guerra alemães mortos que tinham sido enterrados em vários locais em todo o reino UNIDO para um novo cemitério central em Cannock Chase em Staffordshire. O alemão Guerra Sepulturas Comissão (VDK) perguntou se seria possível disinter Lody do corpo e movê-lo para Cannock Chase. Por esse tempo, o enredo tinha sido reutilizado para mais comuns graves, enterrado acima Lody do corpo. O VDK foi informado de que não seria possível disinter a outros órgãos sem a permissão dos familiares, o que teria sido uma tarefa quase impossível, onde comuns sepulturas estavam preocupados. A proposta foi abandonada e Lody do corpo permanece em Plaistow.